# Weinbrand

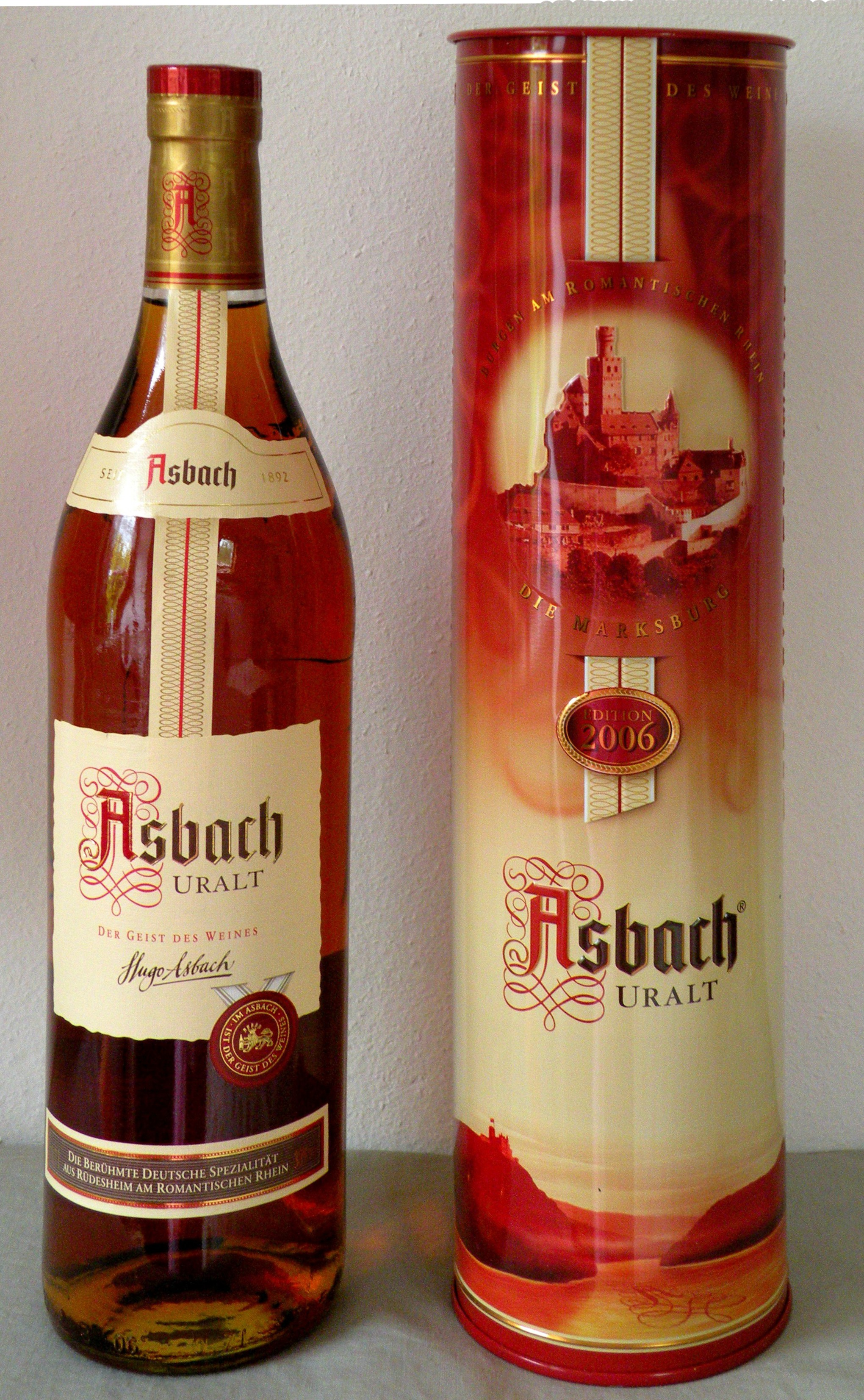
Asbach Uralt cadeauset (2006)

Weinbrand is een door het destilleren van witte wijn gewonnen wijndistillaat, met een alcoholgehalte van ten minste 36%.
In Duitsland mag een wijndistillaat alleen "weinbrand" worden genoemd wanneer er voldaan wordt aan een aantal strenge eisen. Zo mag de wijn die gebruikt wordt voor de productie van weinbrand slechts van een bepaald aantal druivensoorten gemaakt worden. Daarnaast zijn er eisen qua lagering en productie, die voor minimaal 85% in Duitsland moet plaatsvinden. De rijpingstijd in eikenhouten vaten moet voor weinbrand minstens zes maanden bedragen. Bij een vatinhoud van meer dan 1000 liter is dat zelfs twaalf maanden.
Veel Franse brandewijnen zijn onder de naam van het herkomstgebied bekend, bijvoorbeeld cognac uit de plaats Cognac in Charente en armagnac uit de provincie Armagnac. Aan het eind van de Eerste Wereldoorlog verplichtte Duitsland zich met het verdrag van Versailles de wettelijk beschermde naam van het oorspronkelijk uit betreffende gebied afkomstige destillaat te respecteren, daarom mag Duitse weinbrand bijvoorbeeld nooit de naam cognac dragen.
De bekendste Duitse weinbrand, die sinds 1892 in Rüdesheim am Rhein wordt gefabriceerd, is Asbach Uralt. Andere vrij gangbare merken in Duitsland zijn Mariacron, Scharlachberg en Wilde Wasser. Chantré is de marktleider in de weinbrands met zijn zeer milde brandewijn.